# Ursula Weisser-Roelle

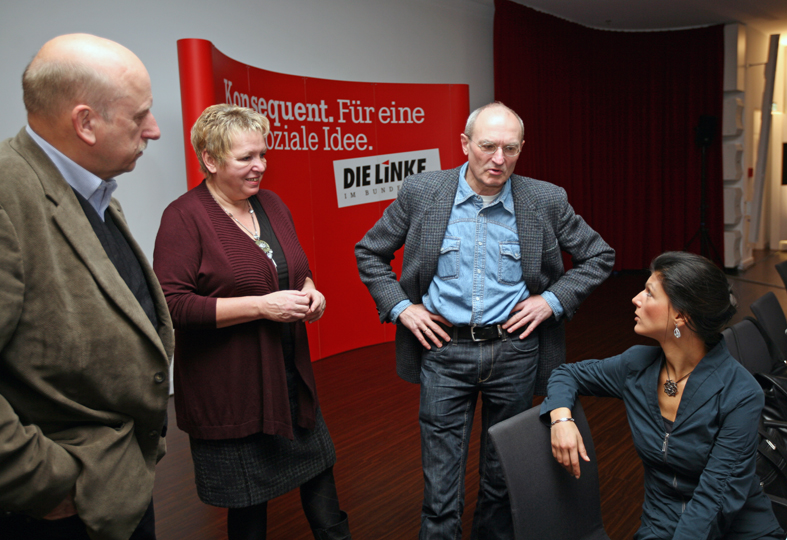
Ursula Weisser-Roelle (2.v.l., 2013)

Ursula Weisser-Roelle (* 14. März 1952 in Wolfenbüttel) ist eine deutsche Politikerin (Die Linke). Sie war 2008 bis 2013 Abgeordnete des Niedersächsischen Landtags.

## Leben
Nach dem Schulabschluss war Ursula Weisser-Roelle seit 1969 bei Siemens in Braunschweig tätig. Seit 1997 war sie dort Betriebsrätin und ab 2001 Vorsitzende des Betriebsrates. Von 1996 bis 2001 absolvierte sie berufsbegleitend zu ihrer Arbeit ein Studium der Personalentwicklung im Betrieb. Sie war bereits seit 1972 Mitglied der IG Metall. 2003 trat sie nach über 25-jähriger Mitgliedschaft aus der SPD aus und im Jahr 2007 der Partei Die Linke bei. Ursula Weisser-Roelle ist zudem Mitglied im Bundesausschuss der Partei Die Linke. Bei der Landtagswahl 2008 zog sie über die Landesliste ihrer Partei in den Niedersächsischen Landtag ein. Seit Februar 2008 war sie außerdem Schriftführerin des Niedersächsischen Landtages.
Bei der Landtagswahl in Niedersachsen 2013 konnte die Linke die Fünf-Prozent-Hürde nicht überwinden und sie schied aus dem Landtag aus.